# Cicerone
Cicerone (IPA: [t͡ʃit͡ʃeˈʁoːnə]anhörenⓘ oder IPA: [t͡ʃɪt͡ʃeˈʁoːnə]) ist eine Bezeichnung für einen Fremdenführer, der Touristen und Besucher zu Museen, Sehenswürdigkeiten usw. führt und archäologische, historische und künstlerische Hintergründe erläutert. Vermutlich soll der Begriff an Marcus Tullius Cicero erinnern, der wegen seiner Eloquenz und seiner Lehrmethoden berühmt ist.
Ferner wird Cicerone seit der Mitte des 19. Jahrhunderts als Buchtitel für Führer durch berühmte Kunststätten gebraucht, wie von:
- Jacob Burckhardt: Der Cicerone. Eine Anleitung zum Genuss der Kunstwerke Italiens. I. Architectur, II. Sculptur, III. Malerei. (3 Bände), Schweizerbart, Basel 1855;
- von Georg Hirth und Richard Muther in der Reihe Der Cicerone in den Kunstsammlungen Europas, so 1888: Der Cicerone in der Münchner Alten Pinakothek und 1898: Der Cicerone in der Königlichen Gemäldegalerie in Berlin, beide bei Hirth, München und Leipzig;
- von Gustav Ebe: Der deutsche Cicerone. Führer durch die Kunstschätze der Länder deutscher Zunge in 4 Bänden, Spamer, Leipzig 1897, 1898, 1901,
- und für die in den 1970–80er Jahren in Zürich und München erschienene umfangreiche Reihe der Artemis-Cicerone Kunst- und Reiseführer des Verlags Artemis.

Zudem diente der Begriff als Titel der Kunstzeitschrift Der Cicerone. Halbmonatsschrift für die Interessen des Kunstforschers & Sammlers, hrsg. von Georg Biermann bei Klinkhardt & Biermann in Leipzig 1909–1930.
Trotz der italienischen Herkunft des Begriffs fand (einer Angabe der Encyclopaedia Britannica folgend) The New English Dictionary Beispiele seiner Verwendung im Englischen vor seiner Verwendung im Italienischen: nämlich im Dialogue on Medals von Joseph Addison, der 1726 postum veröffentlicht wurde. Allerdings lässt sich – gegen diese öfter zitierte Datierung – die im Lateinischen grammatikalisch falsche, italianisierte Pluralform „Ciceroni“ schon in der vierbändigen postumen Werkausgabe Joseph Addisons von 1721 nachweisen.
Anfangs wurde das Wort für Antikensammler verwendet, die Fremden die Antiken und Kuriositäten ihres Landes erklärten (New English Dictionary mit einem Zitat aus dem Jahr 1762).